# Prințesa Maria de Baden (1817–1888)
Marie Amelie Elizabeth Caroline de Baden (11 octombrie 1817 – 17 octombrie 1888), a fost fiica cea mică a lui Karl, Mare Duce de Baden și a soției sale, Stéphanie de Beauharnais (fiica adoptată a lui Napoleon Bonaparte).